# Ostrižniki
Ostrižniki (znanstveno ime Cichlidae) so velika, raznolika in široko razširjena družina sladkovodnih rib, ki so jo nekoč uvrščali med ostrižnjake (Perciformes), po sodobnejši klasifikaciji pa še z nekaj manjšimi družinami tvori ločen red Cichliformes. Razširjeni so po vsej neotropski regiji (Srednja in Južna Amerika), Afriki in Indijski podcelini in štejejo več kot 1700 danes živečih opisanih vrst, s čimer so za pravimi krapovci najštevilčnejša družina rib in ena najštevilčnejših družin vretenčarjev sploh.
Njihovo uspešnost pripisujejo zelo prilagodljivi anatomiji ust, ki jim omogoča prilagajanje na raznolike vire hrane, in razviti skrbi za potomce. Najbolj so znani po hitri diverzifikaciji v velikih afriških jezerih, najočitneje v Tanganjiškem, Viktorijinem, Edvardovem in Malavijskem jezeru, v vsakem od katerih živi do več sto bližnje sorodnih vrst. Zato so pomembni za preučevanje speciacije in podobnih evolucijskih procesov.
Mnogi ostrižniki, predvsem tilapije, so pomemben vir hrane za ljudi, drugi, kot so ribe iz rodu Cichla, pa so priljubljene tarče za športni ribolov. V to družino spada tudi mnogo vrst, ki so priljubljene pri akvaristih, med njimi diskusi (rod Symphysodon), oskar (Astronotus ocellatus) in skalarka (Pterophyllum scalare). Po drugi strani lahko nekatere vrste, umetno vnešene v sladke vode izven naravnega območja razširjenosti, predstavljajo nadlogo.

## Telesne značilnosti
Obsegajo velik razpon telesnih velikosti, od 2,5 cm v dolžino pri najmanjših predstavnikih (na primer samice vrste Neolamprologus multifasciatus) do predstavnikov rodov Boulengerochromis in Cichla, ki zrastejo skoraj meter v dolžino. Podobno raznolika je oblika telesa, od močno bočno sploščene do podolgovate in cilindrične. Večinoma pa so ostrižniki srednje velike ribe, ovalne in rahlo bočno sploščene oblike telesa, podobno kot severnoameriški sončni ostriži – tem so podobni tudi po vedenju in ekologiji.
Vsem je skupna ena ključna značilnost – zraščenost spodnjih goltnih kosti v enovito strukturo, iz katere izraščajo zobje. Kompleksna omišičenost zgornjih in spodnjih goltnih kosti omogoča, da delujejo kot ločene čeljusti za mehansko obdelavo hrane, zaradi česar lahko opravljajo drugačno vlogo kot »prave čeljusti«. Zato so posamezne vrste pogosto zelo specializirane na določen vir hrane, ki ga lahko učinkovito izkoriščajo. To je ključen dejavnik, ki ostrižnikom kot družini omogoča uspešnost.